# مأموریت ویژه (فیلم ۱۹۴۶)
مأموریت ویژه (انگلیسی: Special Mission) یک فیلم در ژانر مهیج و درام به کارگردانی موریس دو کنونژ است که در سال ۱۹۴۶ منتشر شد. از بازیگران آن می‌توان به فرنان فابر، لوئی فلورنسی، و پیر رنوآر اشاره کرد.